# Sekshon Pagá 2019-20
La Sekshon Pagá 2019-20 fue la edición número 94 de la Sekshon Pagá.

## Formato
Los diez equipos participantes jugaron entre sí mediante el sistema de todos contra todos dos veces totalizando 18 partidos cada uno. Al término de las 18 jornadas los 6 primeros clasificados jugaron los play-offs kaya 6, donde volvieron a jugar entre sí todos contra todos una sola vez totalizando 5 partidos y después los 4 primero se clasificaron los play-offs kaya 4, donde una vez más jugaron entre sí todos contra todos una vez totalizando 3 partidos y ya para la última parte los 2 clasificados jugaron la final donde el campeón; de cumplir los requisitos establecidos participará en la CONCACAF Caribbean Club Shield 2021.

## Temporada Regular
Actualizado el 7 de Agosto de 2020.
| Pos. | Equipo                  | PJ | PG | PE | PP | GF | GC | DG  | Pts. | Clasificado a    |
| ---- | ----------------------- | -- | -- | -- | -- | -- | -- | --- | ---- | ---------------- |
| 1    | CRKSV Jong Holland      | 18 | 12 | 6  | 0  | 38 | 11 | +27 | 42   | Play-offs Kaya 6 |
| 2    | RKSV Scherpenheuvel     | 18 | 10 | 4  | 4  | 39 | 14 | +25 | 34   | Play-offs Kaya 6 |
| 3    | CSD Barber              | 18 | 10 | 2  | 6  | 34 | 22 | +12 | 32   | Play-offs Kaya 6 |
| 4    | CVV Willemstad          | 18 | 8  | 6  | 4  | 44 | 29 | +15 | 30   | Play-offs Kaya 6 |
| 5    | SV Vesta                | 18 | 9  | 3  | 6  | 28 | 25 | +3  | 30   | Play-offs Kaya 6 |
| 6    | UD Banda Abou           | 18 | 8  | 3  | 7  | 26 | 33 | -7  | 27   | Play-offs Kaya 6 |
| 7    | RKSV Centro Dominguito  | 18 | 7  | 5  | 6  | 45 | 27 | +18 | 26   |                  |
| 8    | SV Victory Boys         | 18 | 3  | 3  | 12 | 16 | 34 | -18 | 12   |                  |
| 9    | SV SUBT                 | 18 | 3  | 3  | 11 | 17 | 42 | -25 | 12   |                  |
| 10   | SV Hubentut Fortuna (R) | 18 | 1  | 3  | 14 | 10 | 60 | -50 | 6    | Descenso         |

## Play-Offs Kaya 6
Actualizado el 10 de Octubre de 2020.
| Pos. | Equipo              | PJ | PG | PE | PP | GF | GC | DG  | Pts. | Clasificado a    |
| ---- | ------------------- | -- | -- | -- | -- | -- | -- | --- | ---- | ---------------- |
| 1    | CRKSV Jong Holland  | 5  | 5  | 0  | 0  | 15 | 6  | +9  | 15   | Play-offs Kaya 4 |
| 2    | SV Vesta            | 5  | 3  | 1  | 1  | 10 | 7  | +3  | 10   | Play-offs Kaya 4 |
| 3    | CVV Willemstad      | 5  | 2  | 1  | 2  | 9  | 7  | +2  | 7    | Play-offs Kaya 4 |
| 4    | RKSV Scherpenheuvel | 5  | 2  | 1  | 2  | 8  | 8  | 0   | 7    | Play-offs Kaya 4 |
| 5    | CSD Barber          | 5  | 1  | 0  | 4  | 5  | 9  | -4  | 3    |                  |
| 6    | UD Banda Abou       | 5  | 0  | 1  | 4  | 1  | 11 | -10 | 1    |                  |

## Play-Offs Kaya 4
Actualizado el 29 de Octubre de 2020.
| Pos. | Equipo              | PJ | PG | PE | PP | GF | GC | DG | Pts. | Clasificado a |
| ---- | ------------------- | -- | -- | -- | -- | -- | -- | -- | ---- | ------------- |
| 1    | RKSV Scherpenheuvel | 3  | 2  | 0  | 1  | 3  | 3  | 0  | 6    | Final         |
| 2    | SV Vesta            | 3  | 1  | 2  | 0  | 3  | 0  | +3 | 5    | Final         |
| 3    | CVV Willemstad      | 3  | 1  | 1  | 1  | 1  | 1  | 0  | 4    |               |
| 4    | CRKSV Jong Holland  | 3  | 0  | 1  | 2  | 0  | 3  | -3 | 1    |               |

## Final
| Local                   | Resultado | Visita   | Fecha                  |
| ----------------------- | --------- | -------- | ---------------------- |
| RKSV Scherpenheuvel (C) | 1 - 0     | SV Vesta | 6 de noviembre de 2020 |